# Nysäter
Nysäter (ook wel: Värmlands Nysäter) is een plaats in de gemeente Säffle in het landschap Värmland en de provincie Värmlands län in Zweden. De plaats heeft 157 inwoners (2005) en een oppervlakte van 45 hectare.

## Verkeer en vervoer
Bij de plaats lopen de E19 en Länsväg 175.